# Wiesenfeld, Eichsfeld
Wiesenfeld là một đô thị thuộc huyện Eichsfeld nước Đức. Đô thị này có diện tích 7,61 km², dân số thời điểm 31 tháng 12 năm 2006 là 268 người.